# 安東家政
安東 家政（あんどう いえまさ、生没年不詳）は、室町時代の武将で蝦夷地の豪族。茂別八郎式部大輔家政と称した。安藤重季の子で安東政季の弟と伝えられる。下国家政とも。子孫は松前藩家老の下国氏。
『新羅之記録』によれば、安東氏宗家となる下国家当主であった兄政季は1456年（康正2年）、分家で秋田郡の領主であった秋田城介安東尭季（惟季）の招きに応じ、秋田小鹿島（現秋田県男鹿市）に移る際に、茂別館主の家政（下国守護）、大館館主の定季（松前守護）、花沢館館主の蠣崎季繁（上国守護）の3名を「守護」に任じたとされているが、実態は安東家政或いは定季が一人守護として統括していたとする見解（入間田他 1999）も出されている。これらの館は、道南十二館と呼ばれた蝦夷地における和人地の中心の一つであった。
翌1457年（長禄元年）のコシャマインの戦いにおいては、上国の蠣崎季繁とともに館を守り通した。この前後の経緯については、実は安東氏傍流であった家政が蠣崎氏と手を結び、正当な守護であった定季及びその子恒季の守護職を簒奪する下剋上の過程であるとする小林真人の見解（入間田他 1999）がある。
家政は1500年前後（明応4年（1495年）とも文亀元年（1501年）ともいわれる）に没し、子は早世していたため、孫の師季が家督を継いだ。その後蠣崎氏に臣従した下国氏は、松前藩寄合席として幕末まで続くこととなる。